# Kvarntjärnen (Töre socken, Norrbotten)
Kvarntjärnen är en sjö i Kalix kommun i Norrbotten och ingår i Kalixälvens huvudavrinningsområde.